# Набережная Вайтань

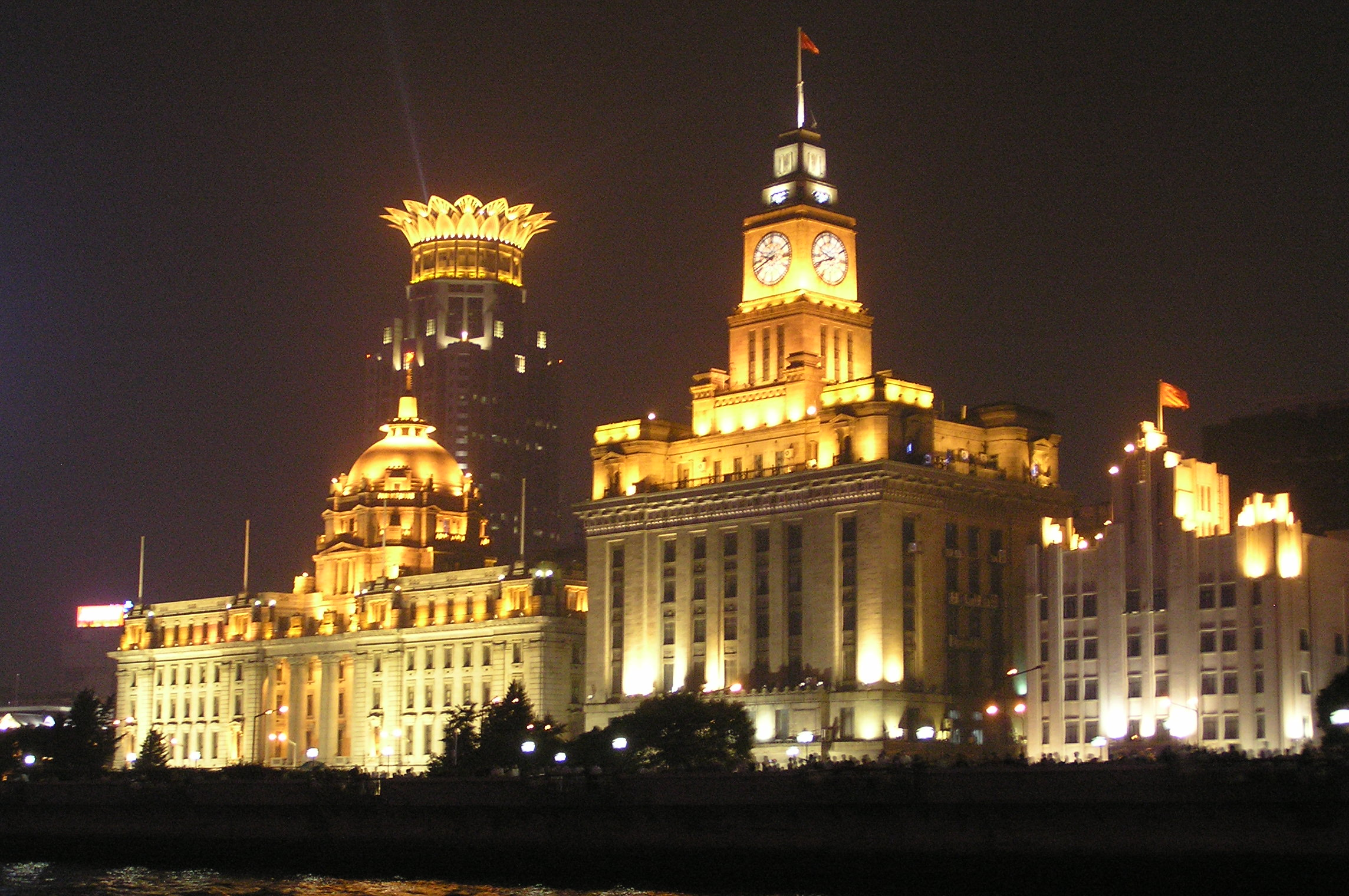
На переднем плане бывшее здание штаб-квартиры Гонконгско-шанхайской банковской корпорации (The Hong Kong & Shanghai Banking Corporation — HSBC) (слева), здание Шанхайской таможни (в центре), ранее — Банка путей сообщения (справа); на заднем плане здание «Банд Центра»

На́бережная Вайта́нь (кит. упр. 外滩, пиньинь Wàitān; англ. The Bund; другие названия: Бунд, Банд, Шанхайская набережная, Набережная) — участок улицы Сунь Ятсена (кит. упр. 中山路, пиньинь Чжуншань Лу, англ. Zhongshan Road) в Шанхае (Китай). Он располагается в границах бывшего международного сеттльмента вдоль реки Хуанпу в восточной части района Хуанпу. Обычно под этим названием также объединяют здания и пристани вдоль этой улицы и прилегающие территории. Напротив набережной через реку расположен новый деловой район Шанхая Пудун.

## Название
По-китайски «вайтань» дословно означает «внешний берег». Английское слово bund имеет значения «набережная», «причал» (как правило, в азиатских странах). В английский это слово, скорее всего, попало из хинди, в котором оно означает «берег», «отмель». В Индии, Китае и Японии существует ряд мест, которые в английском языке носят это название, однако имя собственное the Bund почти всегда означает данный участок набережной в Шанхае.

## История
На набережной параллельно реке Хуанпу расположено несколько десятков европейских колониальных зданий, в которых когда-то располагались многочисленные банки и торговые компании Великобритании, Франции, США, России, Германии, Японии, Нидерландов и Бельгии, а также консульства Великобритании и России. Генеральное консульство Российской Федерации в Шанхае находится в этом здании и по сей день. Район набережной Вайтань расположен к северу от старого города Шанхая, некогда обнесённого каменной стеной. Он начинался как британский сеттльмент, строительный бум в конце XIX — начале XX века превратил Вайтань в главный финансовый центр Восточной Азии.

## Архитектура
На полуторакилометровом участке набережной располагаются 52 здания различных архитектурных стилей, таких как классицизм, готический, неоклассицизм, барокко, Beaux-Arts (бозар) и ар-деко (Шанхай — одно из самых богатых собраний зданий в стиле ар-деко в мире), благодаря чему набережную Вайтань часто называют «музеем мировой архитектуры».
Среди наиболее заметных зданий набережной можно отметить гостиницу «Peace Hotel», здание HSBC и здание Шанхайской таможни. Здание Peace Hotel (бывший Cathay Hotel), также известное как Sasoon Building, было построено сэром Виктором Сассуном, которого называли «хозяином половины Шанхая». Оно до сих пор известно джаз-бэндами, играющими в его кафе. На верхнем этаже здания изначально располагались личные апартаменты Сассуна.
Здание HSBC Building, в котором сейчас располагается Шанхайский банк развития Пудуна (Shanghai Pudong Development Bank), ранее служило штаб-квартирой Гонконгско-шанхайской банковской корпорации, которой не удалось договориться о повторном выкупе здания в 1990-е с администрацией Шанхая, которая занимала его с 1950-х гг. Здание было построено в 1923 г. В то время его называли «самым роскошным зданием между Суэцким каналом и Беринговым проливом».
Здание Шанхайской таможни было построено в 1927 г. на месте прежнего здания ведомства, выполненного в традиционном китайском стиле. Часы и бой были изготовлены в Великобритании как подражание Биг Бену.
На северной оконечности Вайтаня находится «Памятник народным героям», воздвигнутый в память о погибших в ходе революционной борьбы в Китае.

## Дополнительно
Набережная Вайтань, возможно, является самой известной туристической зоной в Шанхае. Ради сохранения исторических памятников высотное строительство в ней ограничено.
Вайтань была одной из съёмочных площадок фильма Стивена Спилберга «Империя солнца» — первого после Второй мировой войны американского художественного фильма, снятого в Китае.
Вайтань фигурирует в названиях нескольких фильмов, где действие происходит в Шанхае 1920-30-х годов: это популярный гонконгский телесериал «Набережная» (1980) и его китайский ремейк «Шанхайская набережная» (2007), которые рассказывают о жизни преступного мира набережной и её окрестностей. Аниме Dance in the Vampire Bund пародирует эти фильмы и их место действия — преступный район, который в аниме населяют вампиры.

## Виды Вайтаня

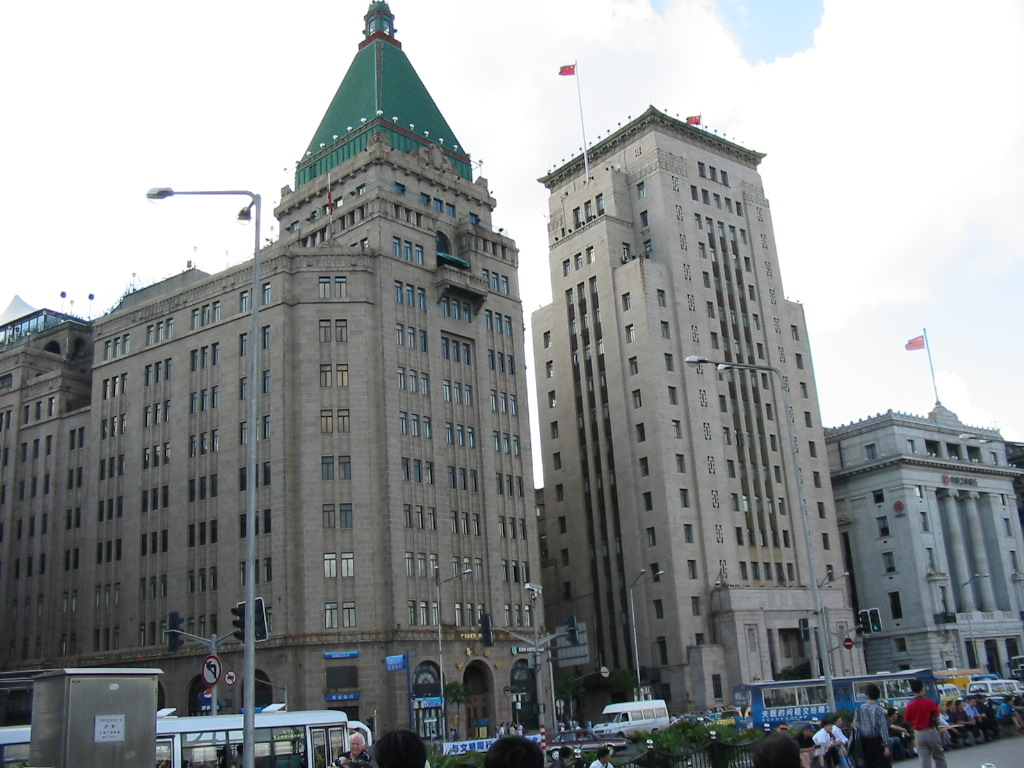
Слева направо: Здание гостиницы Peace Hotel, Банка Китая, бывшее здание банка Yokohama Species Bank
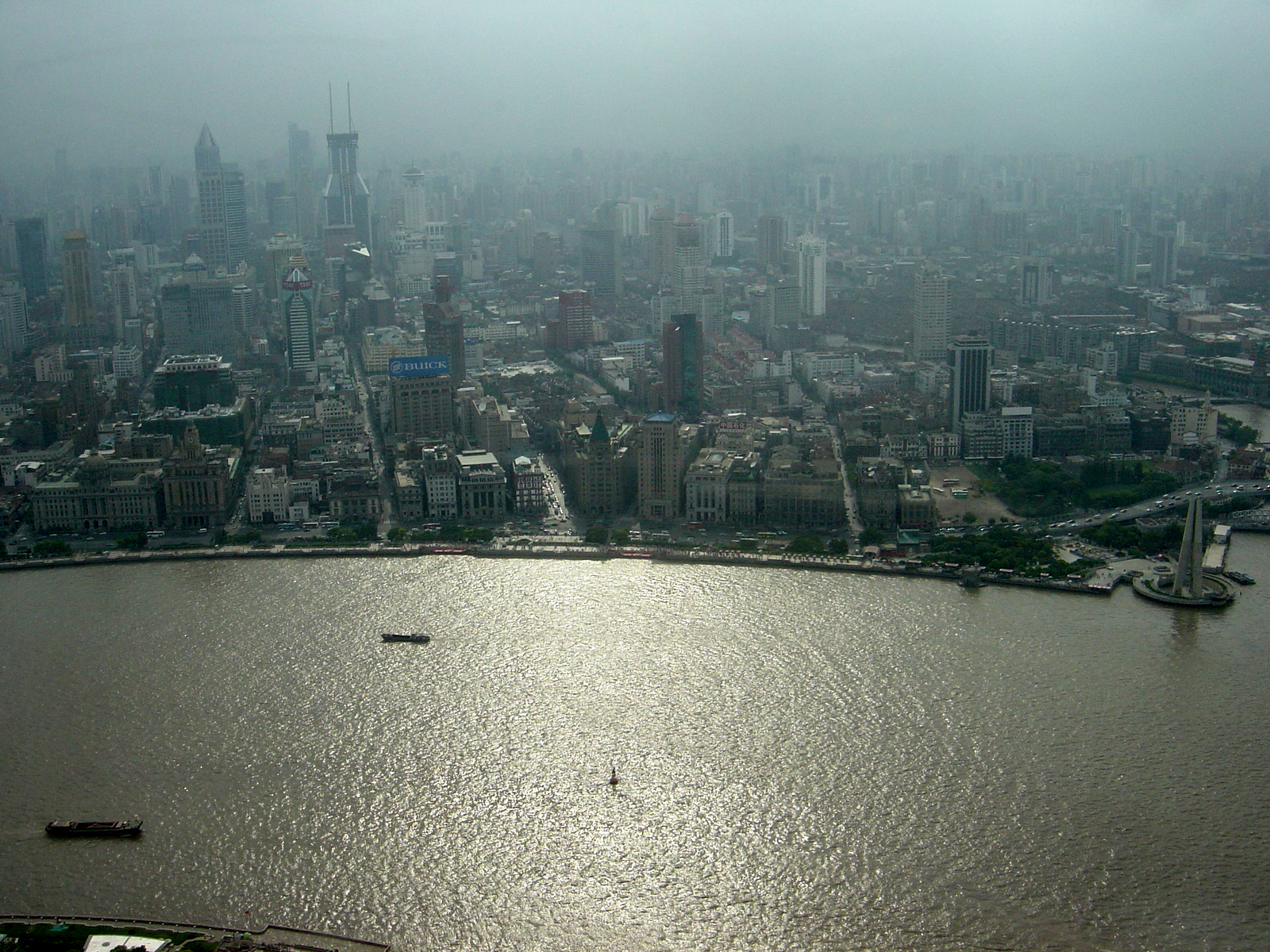
Вид набережной со смотровой площадки на телебашне «Восточная Жемчужина» в Пудуне
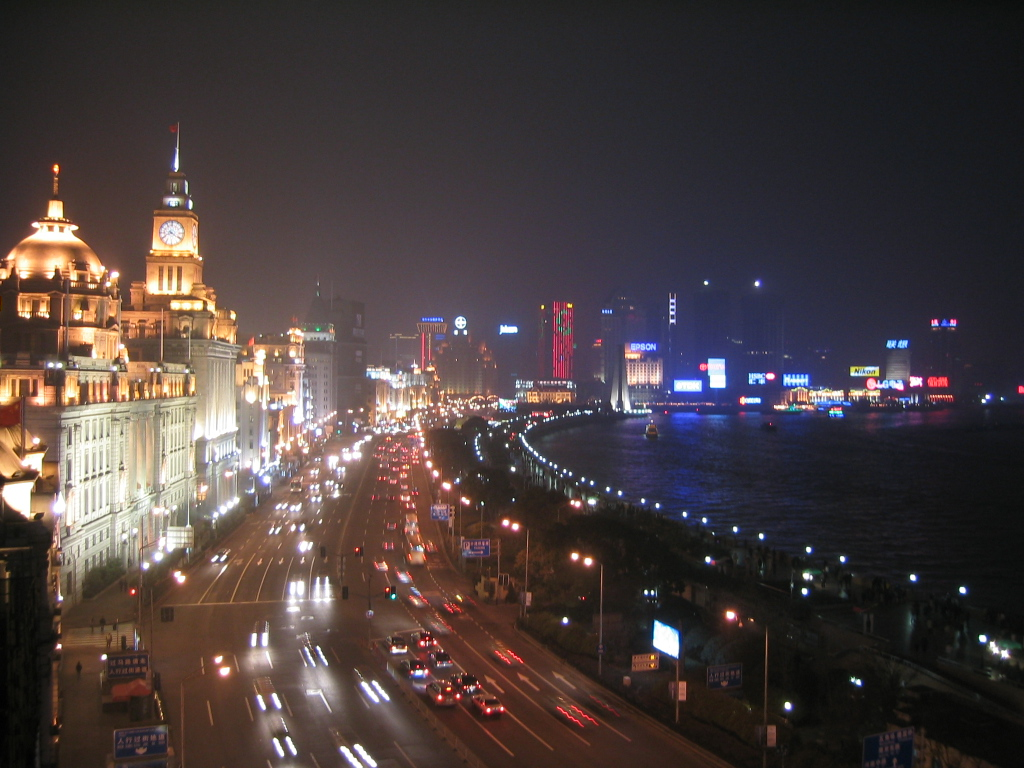
Ночная панорама Вайтаня
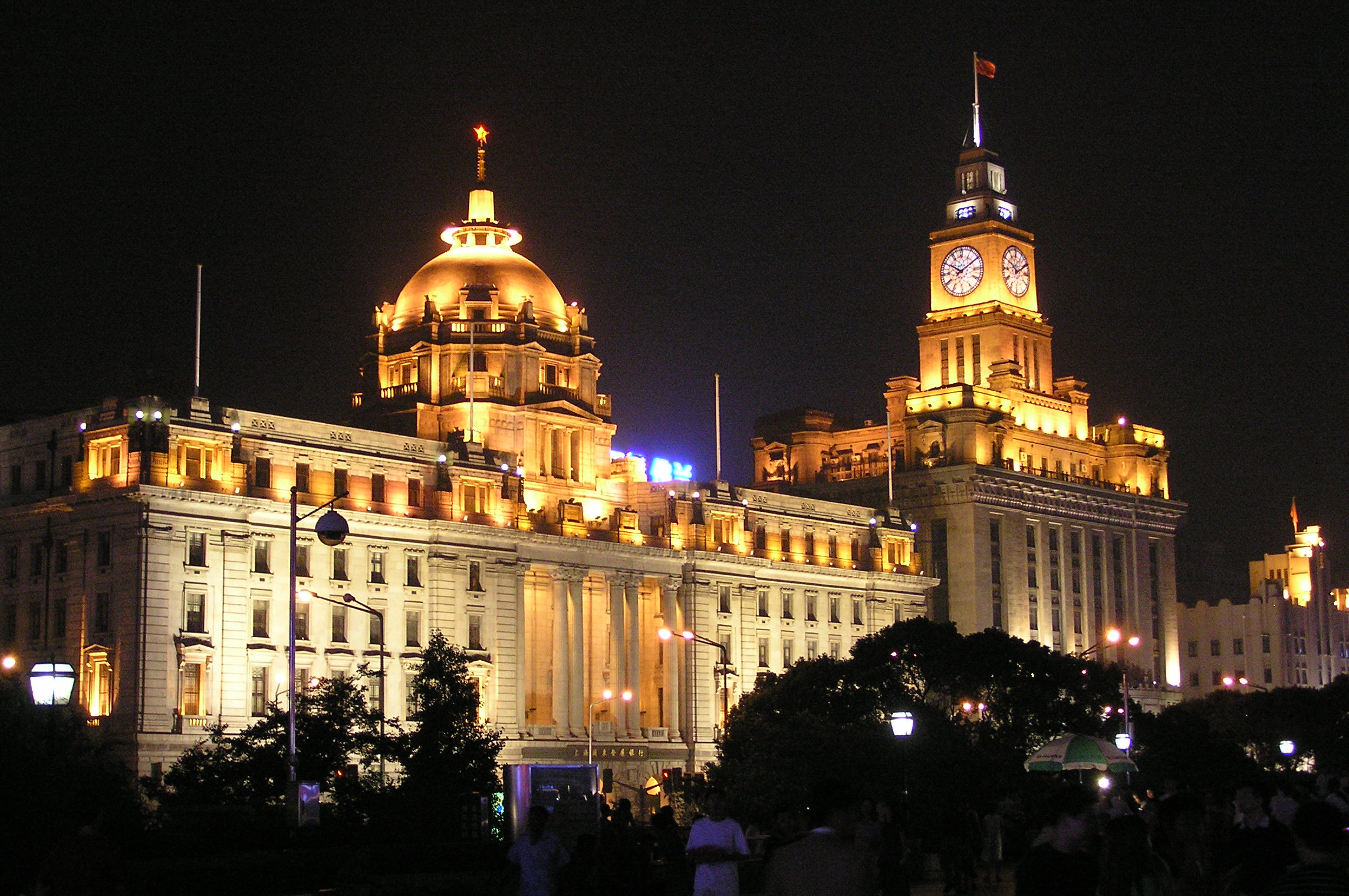
Здания Гонконгско-шанхайской банковской корпорации и Шанхайской таможни
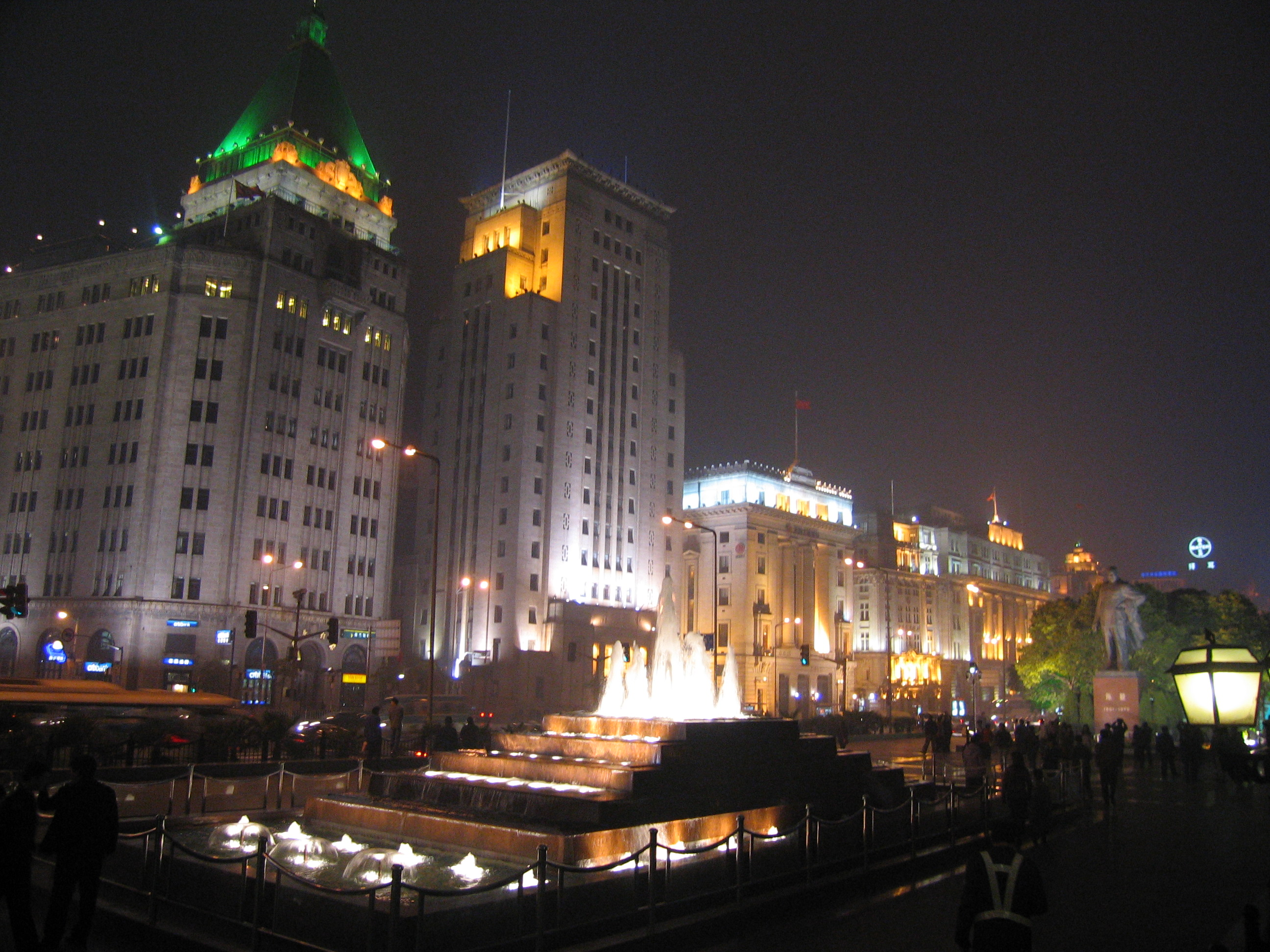
Гостиница Peace Hotel, бывшая Cathay Hotel
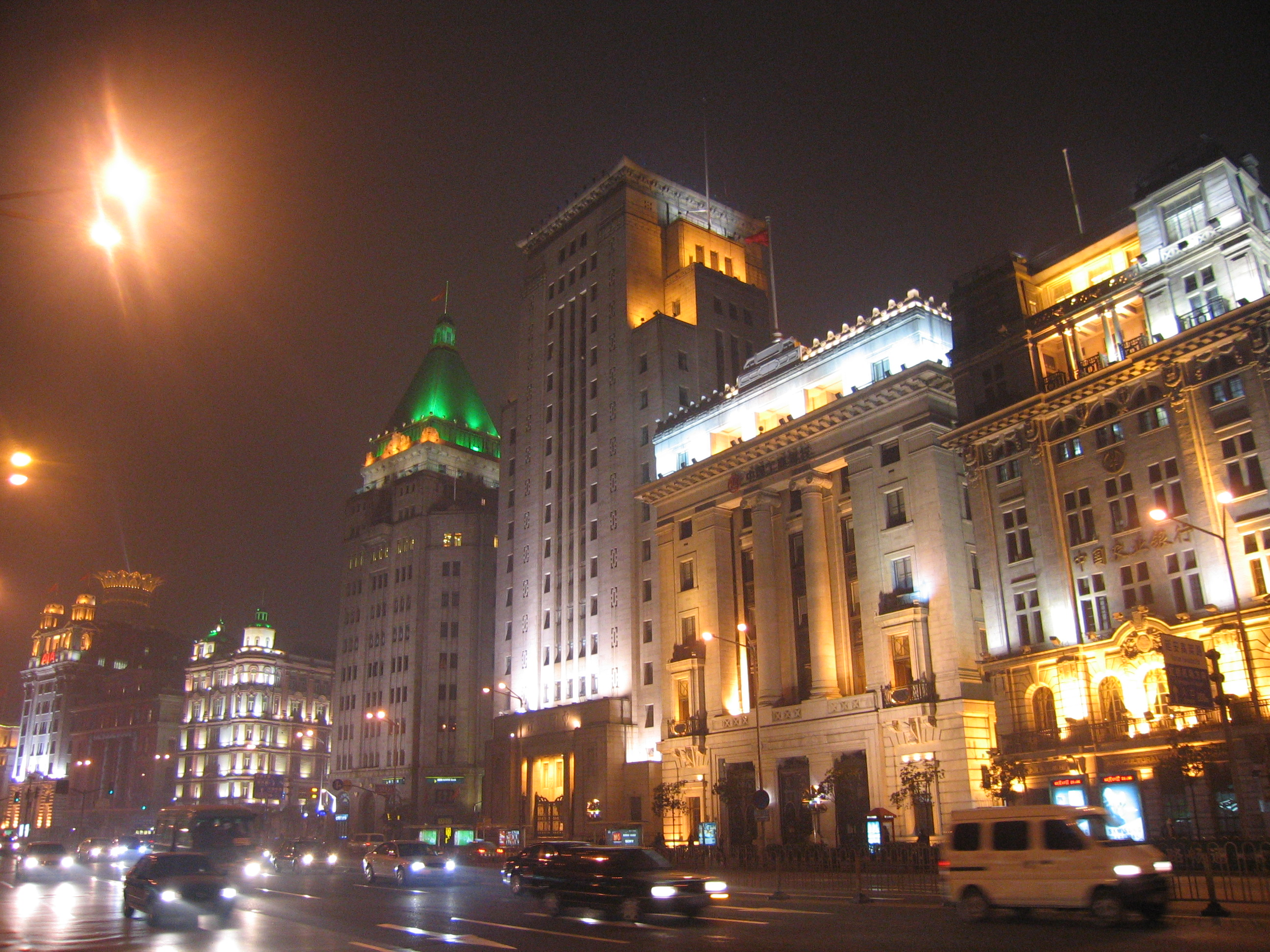
Гостиница Peace Hotel
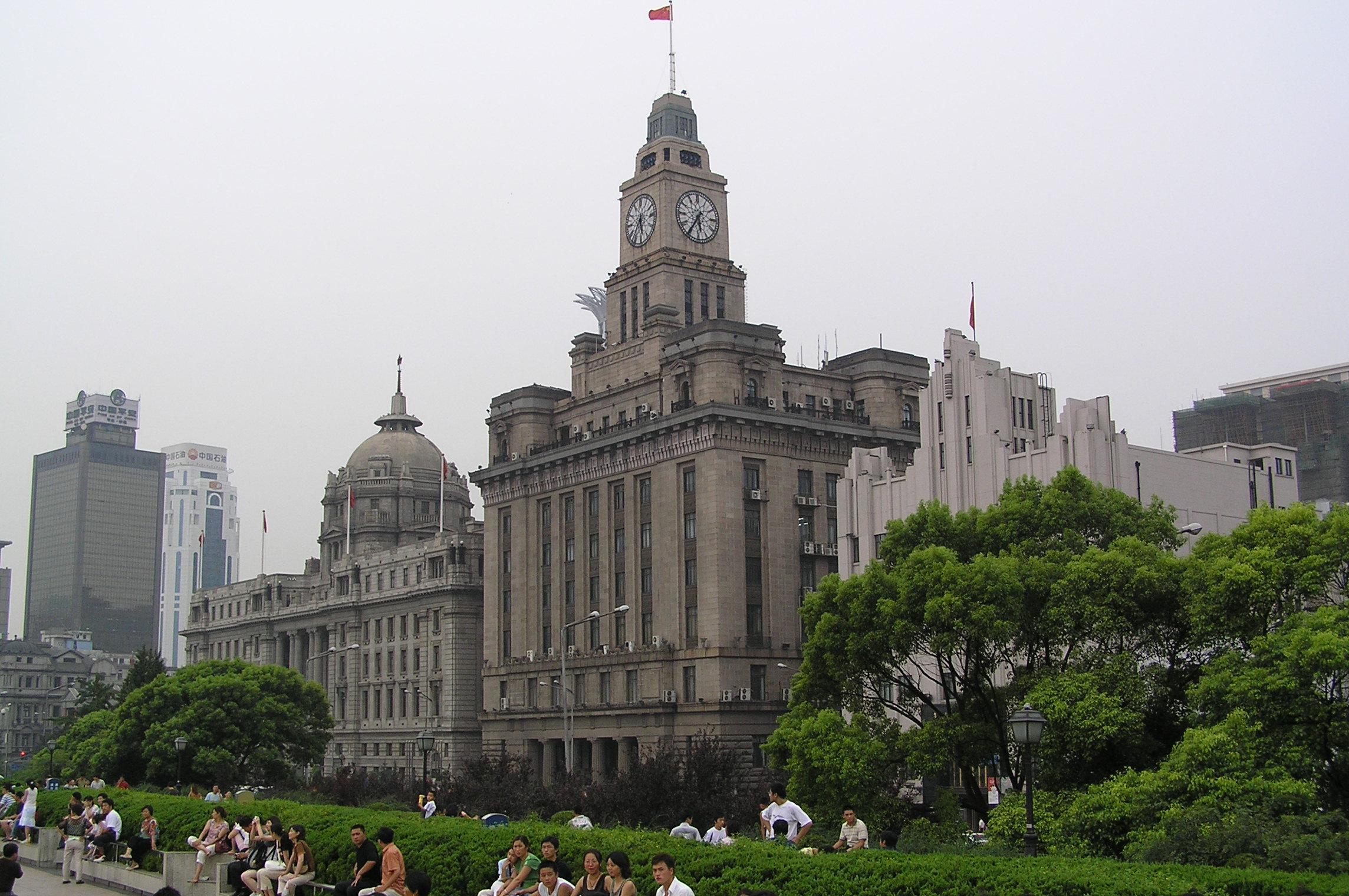
Здания Гонконгско-шанхайской банковской корпорации и Шанхайской таможни днём
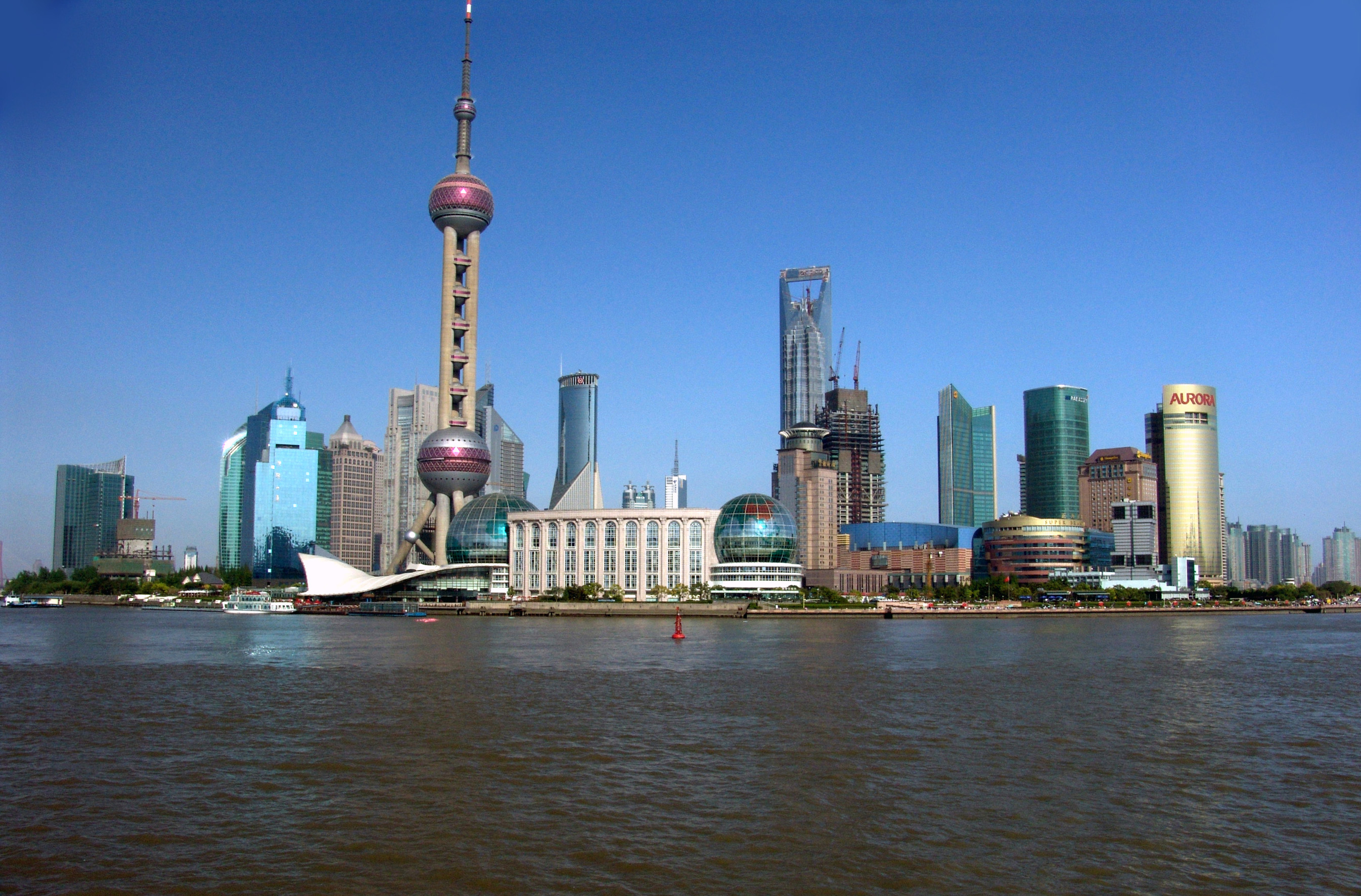
Вид Пудуна с набережной Вайтань